# Chiloglanis igamba
Chiloglanis igamba es una especie de peces de la familia Mochokidae en el orden de los Siluriformes.

## Morfología
Los machos pueden llegar alcanzar los 6,5 cm de largo estándar.

## Hábitat
Es un pez de agua dulce.

## Distribución geográfica
Se encuentran en África: río Malagarasi en Tanzania.